# Milton Abramowitz
Milton Abramowitz (Brooklyn, 1915 — 5 de julho de 1958) foi um matemático estadunidense.
Trabalhou no National Institute of Standards and Technology onde, em cooperação com Irene Stegun, editou o clássico Handbook of Mathematical Functions.
Abramowitz faleceu em consequência de um infarto em 1958, quando o livro ainda não estava completo. Stegun assumiu a gerência do projeto e finalizou a obra em 1964, trabalhando sob a direção do chefe da seção de análise numérica do National Institute of Standards and Technology Philip Davis, que foi também um dos colaboradores do livro.
O maior trabalho na produção de tabelas matemáticas confiáveis foi parte do projeto Works Progress Administration de Franklin Roosevelt.